# کوتلنتسی
کوتلنتسی (به بلغاری: Kotlentsi) یک منطقهٔ مسکونی در بلغارستان است که در شهرستان دوبریچکا واقع شده‌است.